# Ꙗ
Ꙗ, ꙗは、初期キリル文字の一つで、現在はЯに統合されているため使用されていない。ІとАの合字である。

## 呼称
- ロシア語: Я
- 音訳名: ja

## 音素
統合後のЯと同じく、/ja/の音素を表す。日本語の「ヤ」の音にあたる。

## この文字に関する諸事項
- ロシア語において、Ꙗ は Ѧとともに Я に統合された。
- Unicodeにおいて、Ꙗ（A iotified）の文字コードは Unicode 5.1でリリースされた（2008年4月）。

## 符号位置
| 大文字 | Unicode | JIS X 0213 | 文字参照          | 小文字 | Unicode | JIS X 0213 | 文字参照          | 備考 |
| ------ | ------- | ---------- | ----------------- | ------ | ------- | ---------- | ----------------- | ---- |
| Ꙗ      | U+A656  | -          | &#xA656; &#42582; | ꙗ      | U+A657  | -          | &#xA657; &#42583; |      |